# حمام خضر جويم
حمام خضر جويم (بالفارسية: حمام خضرجویم) هو حمام تاريخي يعود إلى السلالة الصفوية، ويقع في جويم.